# Manius Acilius Glabrio (Konsul 186)
Manius Acilius Glabrio war ein römischer Politiker und Senator aus der gens Acilia.
Glabrios Vater war Manius Acilius Glabrio, Konsul im Jahr 152. Sein erstes Konsulat ist nicht genau datierbar, lag aber wahrscheinlich im Jahr 173. Im Jahr 186 bekleidete er dann zusammen mit dem Kaiser Commodus sein zweites Konsulat. Nach der Ermordung des Commodus trug ihm der spätere Kaiser Pertinax das Kaiseramt an, da Acilius aus einer alten Adelsfamilie stammte. Acilius lehnte jedoch ab. Sein Sohn Manius Acilius Faustinus wurde im Jahr 210 Konsul.